# Rainer Quade
Rainer Quade (* 1966 in Fontainebleau, Frankreich) ist ein deutscher Komponist, Arrangeur, Orchestrator und Dirigent, der vorwiegend Musik für Radiohörspiele, TV-Filme, orchestrale Werke und Medienproduktionen schafft.

## Frühe Ausbildung
Ab 1979 erhielt Quade Theorie‑ und Tonsatzunterricht, später auch Klavier- und Kirchenorgelunterricht. 1983 war er als Keyboarder in Pop- und Rockbands aktiv. 1987 begann er parallel ein Studium der Mathematik und Physik.

## Leben und Werdegang
Quade studierte Klassische Komposition bei Krzysztof Meyer an der Hochschule für Musik und Tanz Köln (1991–1999) und Elektronische Komposition bei Hans Ulrich Humpert (1996–2003).
Zwischen 1989 und 1993 war er als Lehrkraft an der Musikschule Henneberger in Bonn tätig und unterrichtete Klavier, Keyboard, Musiktheorie sowie Bandarrangement.
Seit 1999 arbeitet er als freischaffender Komponist für Radiohörspiele, TV-Filme und Orchesterarrangements. Als Arrangeur und Orchestrator war er u. a. für die Berliner Symphoniker tätig.
Ab 2014 übernahm er die Leitung des Universitätsorchesters der Humanwissenschaftlichen Fakultät der Universität zu Köln. Seit 2016 unterrichtet er Komposition für Film und Theater an der ArtEZ Hochschule der Künste in Arnhem, Niederlande.

## Preise und Auszeichnungen
- 1994: 1. Preis beim Orchester-Workshop für junge Komponisten in Osnabrück
- 1995: 1. Preis beim Hochschulforum Detmold
- 1996: 1. Preis & Publikumspreis beim Kompositionswettbewerb der „Internationalen Sommerlichen Festtage“ in Hitzacker
- 1999: Kulturförderpreis des Landes Nordrhein-Westfalen[2]

## Tätigkeit als Hörspielkomponist
Seit 2002 komponierte Rainer Quade die Musik für über 180 Hörspiele der ARD. Er zählt damit zu den produktivsten Hörspielkomponisten im deutschsprachigen Raum.
Zu seinen bekannten Produktionen gehören u. a. die WDR-„Radio Tatort“-Folgen:
- Ausgelöst (2017)
- Noch nicht mal Mord (2020)
- Skandalon (2025)[4]

Auch im Jahr 2025 erscheinen neue Produktionen mit seiner Musik, darunter das Hörspiel Kyllroth – Tödliche Heimkehr 1917 von Lena Gouverneur und Sabine Ballbach auf 1LIVE/WDR.

## Musik für Fernsehen und Film
Quade komponierte auch für zahlreiche Fernsehproduktionen, darunter Episoden der Reihe Tatort, die 2025 ausgestrahlt werden.

## Weitere Werke
Als Arrangeur und Orchestrator arbeitete Quade mit Orchestern wie den Berliner Symphonikern zusammen.

## Diskografie
Neben seiner Arbeit für Hörspiele und Film veröffentlichte Quade auch eigene Musik. Eine Auswahl:
- The Foel Tower (elektronisch, 2023)[4]
- Nacre (2024)[4]